# Estación Centro Metropolitano
La Estación Centro Metropolitano es una de las estaciones del Metro de Brasilia, situada en la ciudad satélite de Taguatinga, entre la Estación Praça do Relógio y la Estación Ceilândia Sul. La estación está localizada en frente de la Estrada de Taguatinga, donde diariamente embarcan y desembarcan pasajeros de líneas de autobús interestatales.
Fue inaugurada en 2006 y atiende, además de moradores y trabajadores de la localidad, a los seguidores que van al Estádio Serejão.

## Cercanías
- Estrada de Taguatinga
- Sector de Industrias Gráficas de Taguatinga
- Estádio Serejão